# Нина Арбенина
Настасья Павловна (Нина) Арбенина — один из ключевых персонажей драм М. Ю. Лермонтова «Маскарад» и «Арбенин». Жена Евгения Александровича Арбенина.

## Биография
В начале драмы «Маскарад» Арбенин характеризует Нину следующим образом:

И я нашел жену, покорное созданье,

Она была прекрасна и нежна,

Как агнец божий на закланье…

Все, что осталось мне от жизни, это ты:

Созданье слабое, но ангел красоты:

Твоя любовь, улыбка, взор, дыханье…

Я человек: пока они мои,…
В пределах драмы «Маскарад» Нина превращается из «созданья слабого» в гордую женщину, не прощающую ни дерзостей светского волокиты Звездича, ни ревности мужа, оскорбляющей её достоинство. В конце драмы Нина съедает отравленное мужем мороженое и умирает.
В драме «Арбенин» Лермонтов кардинально меняет образ Нины и превращает её в виновную в измене женщину. Арбенин так характеризует её:

В вас сердце низкого разряда

И ваша казнь не смерть, а стыд.

Что вы дрожите? Будьте вновь спокойны,

Вам долго жить на свете суждено,

И счастье вам еще возможно. Но

Ничьей любви, ничьей вы мести недостойны.
В конце драмы «Арбенин» Арбенин узнает, что жена ему верна. Неизвестный заявляет: «Ты убил свою жену».
Имя Нина в драме «Маскарад» является такой же «маскарадной маской», как и имена других персонажей драмы, например, князя Звездича. Настоящее имя Нины — Настасья Павловна, его произносит на балу в драме «Маскарад» герой с провинциальным именем Петков, чуждый светскому обществу. Двуименность героини является предвестником отравления Нины.
В драме меняется лексика и тон разговора Нины: в первом акте драмы Нина говорит просторечными словами, без иронии («час какой-нибудь на дню»), но с развитием драматического конфликта в речи Нины появляется ирония (например, в разговоре с князем Звездичем: «какое странное участье»). В конце первого действия Нина дает мужу отпор: «Так вот какое подозренье! // И этому всему виной один браслет; // Поверьте, ваше поведенье // Не я одна, но осмеет весь свет!». Это подчеркивает «взросление» героини.

## Исполнители роли Нины[3]
- Вальберхова, Мария Ивановна (1789—1867) — Александринский театр
- Позднякова — Малый театр
- Владимирова 1-я — Александринский театр
- Савина, Мария Гавриловна (1854—1915) — Александринский театр
- Федотова, Гликерия Николаевна (1846—1925) — 1862 г.
- Глама-Мещерская, Александра Яковлевна — Театр Корша (1883, 1888, 1912)